# Santo Tomás kommun, Mexiko
Santo Tomás är en kommun i Mexiko.   Den ligger i delstaten Mexiko, i den södra delen av landet, 120 km väster om huvudstaden Mexico City. Antalet invånare är 8 888. Arean är 111 kvadratkilometer.
Terrängen i Santo Tomás är huvudsakligen kuperad, men åt sydost är den bergig.